# Sindechites henryi
Sindechites henryi är en oleanderväxtart som beskrevs av Oliver. Sindechites henryi ingår i släktet Sindechites och familjen oleanderväxter. Inga underarter finns listade i Catalogue of Life.